# Fair Warning (album)
Pour l’article homonyme, voir Fair Warning.
Albums de Van Halen
Women and Children First
(1980) Diver Down
(1982)
Singles
1. So This Is Love? (en)
Sortie : Juin 1981
2. Unchained (en)
Sortie : Juillet 1981
3. Mean Street
Sortie : 1981
4. Hear About It Later
Sortie : 1981

Fair Warning est le quatrième album du groupe américain de rock Van Halen. Il est sorti le 29 avril 1981 sur le label Warner Bros. Records et est produit par Ted Templeman.

## Développement

### Enregistrement
Lorsque Van Halen retourne aux studios Sunset Sound de Hollywood avec le producteur Ted Templeman début 1981, la tension entre Eddie et David est palpable. Eddie vient juste de revenir sur sa décision de quitter le groupe. Eddie avoue plus tard que pendant l'enregistrement il était à la fois en colère, frustré et perdu. De ce fait cet album contient les titres les plus sombres que le groupe enregistrera.
Pour la première fois, Eddie utilise massivement le Re-recording malgré le refus de Templeman, celui-ci prétendant que le résultat ne pourrait pas être reproduit sur scène. Eddie n'en a cure et retrouve souvent en cachette l'ingénieur du son Don Landee lorsque Templeman quitte le studio. Cela le décide notamment à construire son propre studio d'enregistrement (le futur Studio 5150) pour avoir plus de contrôle son travail.
L'album voit l'apparition du synthétiseur sur une composition du groupe (Sunday Afternoon In the Park), un titre qu'Eddie composa en l'honneur de sa femme Valerie Bertinelli qu'il avait épousée le 11 avril 1981. Un album qui est plus « hard rock » que Women and Children First, avec des morceaux comme Unchained, Sinner's Swing ou Mean Street.
À la fin de Unchained, la personne qui prononce « Come on Dave, gimme a break » est le producteur du groupe, Ted Templeman.

### Pochette
La pochette est un collage de scènes figurant sur le tableau The Maze du peintre canadien William Kurelek. Alex, qui a découvert ce tableau, est à l'origine de cette pochette. Il souhaitait seulement la partie où un homme se tape la tête contre un mur (sur la pochette, en haut à gauche au-dessus du titre de l'album), mais le designer et créateur des lumières pour le light show du groupe, Pete Angelus, réalisa un collage qui plut à tous.

## Tournée de promotion
La notoriété du groupe allant grandissant, malheureusement la tournée de promo de cet album ne quitte jamais l'Amérique du Nord. Les répétitions qui se déroulent à Halifax, Nouvelle-Écosse, au Canada, coûtent à elles seules plus de 100 000 $.

## Accueil
Malgré l'absence de single vraiment commercial et les craintes des directeurs musicaux du label Warner, Fair Warning entre dans les charts américains du Billboard 200 à la 5e place et sera certifié double disque de platine aux États-Unis. En Grande-Bretagne, il obtient la 49e place des charts. Il reste néanmoins l'album de Van Halen qui se vendra le moins.

## Liste des titres
| 1.    | Mean Street                  | 4:55 |
| 2.    | Dirty Movies                 | 4:06 |
| 3.    | Sinner's Swing               | 3:08 |
| 4.    | Hear About It Later          | 4:33 |
| 5.    | Unchained (en)               | 3:27 |
| 6.    | Push Comes To Shove          | 3:48 |
| 7.    | So This Is Love? (en)        | 3:05 |
| 8.    | Sunday Afternoon In The Park | 2:00 |
| 9.    | One Foot Out The Door        | 1:56 |
| 30:58 |                              |      |

## Musiciens
- David Lee Roth – chant
- Eddie Van Halen – guitares, synthétiseur, chœurs
- Alex Van Halen – batterie, percussions
- Michael Anthony – basse, chœurs

## Classements et certifications

### Classements
| Pays                          | Durée       | Meilleure position | Date           |
| ----------------------------- | ----------- | ------------------ | -------------- |
| Allemagne (GfK Entertainment) | 10 semaines | 37e                | 22 juin 1981   |
| Canada (RPM)                  | 9 semaines  | 11e                | 4 juillet 1981 |
| États-Unis (Billboard 200)    | 23 semaines | 5e                 | 13 juin 1981   |
| France (SNEP)                 | 32 semaines | 13e                | 1981           |
| Italie (FIMI)                 | -           | 25e                | 1981           |
| Norvège (VG-lista)            | 4 semaines  | 27e                | 15 juin 1981   |
| Pays-Bas (MegaCharts)         | 5 semaines  | 13e                | 6 juin 1981    |
| Royaume-Uni (UK Albums Chart) | 4 semaines  | 49e                | 24 mai 1981    |
| Suède (Sverigetopplistan)     | 4 semaines  | 18e                | 5 juin 1981    |

### Certifications
| Pays       | Certification | Ventes      | Date               |
| ---------- | ------------- | ----------- | ------------------ |
| Canada     | Platine       | 100 000 +   | 1er septembre 1984 |
| États-Unis | 2 × Platine   | 2 000 000 + | 4 août 1994        |

### Singles
| Single                | Classement             | Durée       | Position | Date             |
| --------------------- | ---------------------- | ----------- | -------- | ---------------- |
| So This Is Love? (en) | Mainstream Rock Tracks | 11 semaines | 15e      | 13 juin 1981     |
| So This Is Love? (en) | RPM Top Singles        | 5 semaines  | 20e      | 5 septembre 1981 |
| Mean Street           | Mainstream Rock Tracks | 13 semaines | 12e      | 27 juin 1981     |
| Unchained (en)        | Mainstream Rock Tracks | 11 semaines | 13e      | 20 juin 1981     |
| Push Comes To Shove   | Mainstream Rock Tracks | 6 semaines  | 29e      | 27 juin 1981     |